# Polska na Mistrzostwach Świata w Lekkoatletyce 2019
Polska na Mistrzostwach Świata w Lekkoatletyce 2019 – reprezentacja Polski podczas mistrzostw świata w Doha liczyła 44 zawodników.

## Medaliści
| Medal  | Zawodnik | Konkurencja         | Rezultat    | Data           |
| ------ | --- | ------------------- | ----------- | -------------- |
| złoto  | Paweł Fajdek | rzut młotem         | 80,50 m     | 2 października |
| srebro | Joanna Fiodorow                                                                                                   | rzut młotem         | 76,35 m     | 28 września    |
| srebro | Iga Baumgart-Witan Patrycja Wyciszkiewicz Małgorzata Hołub-Kowalik Justyna Święty-Ersetic Anna Kiełbasińska (el.) | sztafeta 4 × 400 m  | 3:21,89 min | 6 października |
| brąz   | Piotr Lisek | skok o tyczce       | 5,87 m      | 1 października |
| brąz   | Wojciech Nowicki                                                                                                  | rzut młotem         | 77,69 m     | 2 października |
| brąz   | Marcin Lewandowski                                                                                                | bieg na 1500 metrów | 3:31,46 min | 6 października |

## Skład reprezentacji

### Mężczyźni
| Zawodnik           | Konkurencja                        | Eliminacje  | Eliminacje | Półfinał    | Półfinał | Finał       | Finał   |
| Zawodnik           | Konkurencja                        | Wynik       | Pozycja    | Wynik       | Pozycja  | Wynik       | Pozycja |
| ------------------ | ---------------------------------- | ----------- | ---------- | ----------- | -------- | ----------- | ------- |
| Adam Kszczot       | bieg na 800 metrów                 | 1:46,20 min | 21 q       | 1:45,22 min | 9        | NQ          | NQ      |
| Marcin Lewandowski | bieg na 1500 metrów                | 3:37,75 min | 20 Q       | 3:36,50 min | 1 Q      | 3:31,46 min | brąz    |
| Damian Czykier     | bieg na 110 metrów przez płotki    | DNS         | DNS        | NQ          | NQ       | NQ          | NQ      |
| Patryk Dobek       | bieg na 400 metrów przez płotki    | 49,89       | 18 Q       | 50,18       | 22       | NQ          | NQ      |
| Krystian Zalewski  | bieg na 3000 metrów z przeszkodami | 8:51,79     | 43         | —           | —        | NQ          | NQ      |
| Dawid Tomala       | chód na 20 kilometrów              | —           | —          | —           | —        | 1:38:15     | 32      |
| Rafał Augustyn     | chód na 50 kilometrów              | —           | —          | —           | —        | 4:20:25     | 13      |
| Artur Brzozowski   | chód na 50 kilometrów              | —           | —          | —           | —        | 4:30:17     | 22      |
| Rafał Sikora       | chód na 50 kilometrów              | —           | —          | —           | —        | 4:50:05     | 28      |

| Zawodnik            | Konkurencja    | Kwalifikacje | Kwalifikacje | Finał   | Finał   |
| Zawodnik            | Konkurencja    | Wynik        | Pozycja      | Wynik   | Pozycja |
| ------------------- | -------------- | ------------ | ------------ | ------- | ------- |
| Piotr Lisek         | skok o tyczce  | 5,75 m       | 1 Q          | 5,87 m  | brąz    |
| Robert Sobera       | skok o tyczce  | 5,60 m       | 24           | NQ      | NQ      |
| Paweł Wojciechowski | skok o tyczce  | 5,70 m       | 13           | NQ      | NQ      |
| Konrad Bukowiecki   | pchnięcie kulą | 21,16 m      | 6 Q          | 21,46   | 6       |
| Michał Haratyk      | pchnięcie kulą | 20,52 m      | 16           | NQ      | NQ      |
| Jakub Szyszkowski   | pchnięcie kulą | 20,52 m      | 15           | NQ      | NQ      |
| Piotr Małachowski   | rzut dyskiem   | 62,20 m      | 17           | NQ      | NQ      |
| Bartłomiej Stój     | rzut dyskiem   | 61,79 m      | 22           | NQ      | NQ      |
| Robert Urbanek      | rzut dyskiem   | 61,78 m      | 23           | NQ      | NQ      |
| Paweł Fajdek        | rzut młotem    | 79,24 m      | 1 Q          | 80,50 m | złoto   |
| Wojciech Nowicki    | rzut młotem    | 77,89 m      | 2 Q          | 77,69 m | brąz    |
| Marcin Krukowski    | rzut oszczepem | 82,44        | 11 q         | 80,56   | 7       |
| Paweł Wiesiołek     | dziesięciobój  | —            | —            | 8064    | 12      |

### Kobiety
| Zawodniczka | Konkurencja                        | Eliminacje | Eliminacje | Półfinał | Półfinał | Finał   | Finał   |
| Zawodniczka | Konkurencja                        | Wynik      | Pozycja    | Wynik    | Pozycja  | Wynik   | Pozycja |
| --- | ---------------------------------- | ---------- | ---------- | -------- | -------- | ------- | ------- |
| Ewa Swoboda | bieg na 100 metrów                 | 11,29 q    | 21         | 11,27    | 16       | NQ      | NQ      |
| Iga Baumgart-Witan                                                                                                | bieg na 400 metrów                 | 51,34      | 11 Q       | 51,02    | 8 q      | 51,29   | 8       |
| Justyna Święty-Ersetic                                                                                            | bieg na 400 metrów                 | 51,34      | 11 Q       | 50,96    | 7 Q      | 50,95   | 7       |
| Anna Kiełbasińska                                                                                                 | bieg na 400 metrów                 | 52,25      | 34         | NQ       | NQ       | NQ      | NQ      |
| Anna Sabat | bieg na 800 metrów                 | 2:02,43    | 15 q       | 2:04,00  | 21       | NQ      | NQ      |
| Karolina Kołeczek                                                                                                 | bieg na 100 metrów przez płotki    | 12,78      | 9 Q        | 12,86    | 12       | NQ      | NQ      |
| Joanna Linkiewicz                                                                                                 | bieg na 400 metrów przez płotki    | 55,97      | 20 Q       | 55,38    | 14       | NQ      | NQ      |
| Alicja Konieczek                                                                                                  | bieg na 3000 metrów z przeszkodami | 9:44,96    | 28         | —        | —        | NQ      | NQ      |
| Katarzyna Zdziebło                                                                                                | chód na 20 kilometrów              | —          | —          | —        | —        | 1:38:44 | 21      |
| Iga Baumgart-Witan Patrycja Wyciszkiewicz Małgorzata Hołub-Kowalik Justyna Święty-Ersetic Anna Kiełbasińska (el.) | sztafeta 4 × 400 metrów            | 3:25,78    | 4 Q        | —        | —        | 3:21,89 | srebro  |

| Zawodniczka      | Konkurencja    | Kwalifikacje | Kwalifikacje | Finał   | Finał   |
| Zawodniczka      | Konkurencja    | Wynik        | Pozycja      | Wynik   | Pozycja |
| ---------------- | -------------- | ------------ | ------------ | ------- | ------- |
| Kamila Lićwinko  | skok wzwyż     | 1,94 m       | 7 Q          | 1,98 m  | 5       |
| Paulina Guba     | pchnięcie kulą | 18,04        | 12 q         | 18,02   | 10      |
| Klaudia Kardasz  | pchnięcie kulą | 17,79        | 15           | NQ      | NQ      |
| Daria Zabawska   | rzut dyskiem   | 57,05        | 22           | NQ      | NQ      |
| Joanna Fiodorow  | rzut młotem    | 73,39 m      | 3 Q          | 76,35 m | srebro  |
| Malwina Kopron   | rzut młotem    | 70,46 m      | 13           | NQ      | NQ      |
| Maria Andrejczyk | rzut oszczepem | 57,68 m      | 22           | NQ      | NQ      |

### Mieszane
| Zawodnicy                                                             | Konkurencja             | Eliminacje | Eliminacje | Półfinał | Półfinał | Finał   | Finał   |
| Zawodnicy                                                             | Konkurencja             | Wynik      | Pozycja    | Wynik    | Pozycja  | Wynik   | Pozycja |
| --------------------------------------------------------------------- | ----------------------- | ---------- | ---------- | -------- | -------- | ------- | ------- |
| Wiktor Suwara Anna Kiełbasińska Małgorzata Hołub-Kowalik Rafał Omelko | sztafeta 4 × 400 metrów | —          | —          | 3:15,47  | 5 Q      | 3:12,33 | 5       |